# (8852) Buxus
(8852) Buxus (1991 GG6) – planetoida z grupy pasa głównego asteroid okrążająca Słońce w ciągu 3,46 lat w średniej odległości 2,29 au. Odkryta 8 kwietnia 1991 roku.